# Windows Update
Windows Update е услуга, предлагана от Microsoft за потребителите на Microsoft Windows, чрез която се предоставя актуализация на операционната система и инсталираните компоненти.
Това е опционална функция, на която може да се даде възможност да предвидят други актуализации за софтуер на Microsoft - инсталиран Windows, както и Microsoft Office, Windows Live приложения, както и Microsoft Expression.
Актуализации на защитата се приемат с Windows Update на втория вторник на всеки месец. Windows Update може да бъде конфигуриран автоматично за инсталиране на актуализации, като гарантира, че всеки компютър е винаги актуализиран и не е уязвим от компютърните червеи и други подобен зловреден софтуер.
Windows Vista и Windows Server 2008 предоставят контролен панел за конфигуриране на настройките за обновяване и проверка за актуализации. Windows Update контролния панел също е средство за изтегляне на Windows Ultimate. Екстри (софтуер по желание, предлаган на потребителите) на Windows Vista Ultimate Edition). Предишните версии на Microsoft Windows и актуализации може да бъдат изтеглени от Windows Update Архив на оригинала от 2006-11-09 в Wayback Machine. уебсайта, като се използва Internet Explorer.

## История
Сайтът Windows Update за първи път е въведен със стартирането на Windows 98. Оттогава сайтът преминава през няколко ревизии. През 2002 г. се въвежда Microsoft Software Update Services – сървърен компонент, който може да бъде инсталиран на Windows 2000 Server системи, за да може да се изтеглят и разпространят пачове за сигурност за цялата компания чрез един централен сървър. Windows Me, въвежда автоматични актуализации, които правят възможно планирането и автоматичното изтегляне и инсталиране на актуализации за защитата във фонов режим, без да се използва браузър.
В края на 2004 г., Microsoft пускат Windows Update 5 за Windows XP, който включва Service Pack 2 и няколко големи промени за прилагане на актуализации. Потребителите без достъп до широколентови мрежи могат да поръчат CD на XP Service Pack 2 (SP2) на страницата на Microsoft.
През 2005 г. Microsoft представя първата бета версия на Microsoft Update, доставяща актуализации на поддържаните операционни системи, както и на Microsoft Office (Office XP и Office 2003), SQL Server и други. С течение на времето списъкът е разширен и за други продукти на Microsoft като: Windows Defender и Visual Studio. Също така се предлага Silverlight като препоръчителен ъпдейт.

### Нови подобрения
В Windows Vista и Windows Server 2008, сайтът вече не се използва за предоставяне на потребителски интерфейс за подбор и изтегляне на актуализации. Той е заменен с Windows Update контролен панел, който осигурява подобна функционалност. По-важните ъпдейти изискват рестартиране на системата.

## Алтернативни варианти
Преди появата на Windows Vista, Windows Update трябваше да бъде стартиран от Internet Explorer. Друг метод е да се използва IE Tab добавката в Mozilla Firefox. Разширението използва ядрото на Internet Explorer и така позволява да се отвори сайта с ъпдейтите. Най-ефикасният метод е използването на вградения в Windows – Internet Explorer.
|  | Тази страница частично или изцяло представлява превод на страницата Windows Update в Уикипедия на английски. Оригиналният текст, както и този превод, са защитени от Лиценза „Криейтив Комънс – Признание – Споделяне на споделеното“, а за съдържание, създадено преди юни 2009 година – от Лиценза за свободна документация на ГНУ. Прегледайте историята на редакциите на оригиналната страница, както и на преводната страница, за да видите списъка на съавторите. ВАЖНО: Този шаблон се отнася единствено до авторските права върху съдържанието на статията. Добавянето му не отменя изискването да се посочват конкретни източници на твърденията, които да бъдат благонадеждни. |